# لیبرالیسم نهادگرا
لیبرالیسم نهادگرا یک نظریه نوین در روابط بین‌الملل است که اعتقاد دارد نهادها و سازمان‌های بین‌المللی مانند ناتو،سازمان ملل و اتحادیه اروپا می‌توانند به همکاری میان دولت‌ها کمک کنند. این نظریه الهام گرفته از ایدئالیسم، نظریه‌ای که پس از جنگ جهانی اول و با تشکیل  جامعه ملل ظهور کرد است. همانند نظریه واقع‌گرایی، این نظریه نیز اعتقاد به سودگرا و خردگرا بودن دولت‌ها دارد. دولت‌ها در این دیدگاه بازیگران عقلانی در نظام جهانی‌ای هستند که روابط آن‌ها به صورت سلسله مراتبی نیست.